# Helius (Eurhamphidia) mimicans
Helius (Eurhamphidia) mimicans is een tweevleugelige uit de familie steltmuggen (Limoniidae). De soort komt voor in het Oriëntaals gebied.